# Yara Amador
Yara Samantha Amador Aldaba (* 20. Juni 2001) ist eine mexikanische Hürdenläuferin, die sich auf die 400-Meter-Distanz spezialisiert hat.

## Sportliche Laufbahn
Erste internationale Meisterschaftserfahrungen sammelte Yara Amador im Jahr 2018, als sie bei den Olympischen Jugendspielen in Buenos Aires auf Rang sechs gelangte. Im Jahr darauf belegte sie bei den U23-NACAC-Meisterschaften in Santiago de Querétaro in 61,60 s den sechsten Platz und schied anschließend bei den U20-Panamerikameisterschaften in San José mit 61,88 s im Vorlauf aus. 2021 klassierte sie sich bei den erstmals ausgetragenen Panamerikanischen Juniorenspielen in Cali mit 61,70 s auf dem sechsten Platz und gewann mit der mexikanischen 4-mal-400-Meter-Staffel in 3:48,21 min die Bronzemedaille hinter den Teams aus Brasilien und Chile.
2021 wurde Amador mexikanische Meisterin im 400-Meter-Hürdenlauf.  

## Persönliche Bestzeiten
- 400 m Hürden: 59,91 s, 16. Oktober 2018 in Buenos Aires